# Luc Bossé
 (décembre 2018).
Luc Bossé est un auteur et un éditeur de bande dessinée québécoise né le 13 octobre 1982.

## Biographie
Designer graphique de profession, il se consacre à la bande dessinée depuis 2008. Il fonde la maison d'édition Pow Pow en 2010 qui a publié notamment les auteurs  Samuel Cantin, Zviane, Pierre Bouchard, Sophie Bédard, Michel Hellman .

## Publications

### Albums
- Rapport annuel 2008, à compte d'auteur, 2009
- Annexe A: Mâche mâche, à compte d'auteur, 2009
- Annexe B: Douze ombles de fontaine, à compte d'auteur, 2009
- Annexe C: Ninja pow pow, à compte d'auteur, 2009
- Annexe D: Pierre Bouchard, à compte d'auteur, 2009
- Yves, le roi de la cruise, Pow Pow, 2010.
- Rapport annuel tome 2, à compte d'auteur, 2010
- Rapport annuel tome 3, à compte d'auteur, 2011
- Comment faire de l'argent, Pow Pow, 2015.
- Yves, fidèle à lui-même, Pow Pow, 2018.